# Valerie Solanas
Valerie Jean Solanas (Ventnor City, 9 aprile 1936 – San Francisco, 25 aprile 1988) è stata una scrittrice, attrice e attivista statunitense.

## Biografia
Solanas nacque a Ventnor City, nel New Jersey, nel 1936, figlia di Louis Solanas, un barista canadese nato a Montréal (nel Québec) da genitori spagnoli, e di Dorothy Marie Biondo, assistente odontoiatrica statunitense nativa di Filadelfia (in Pennsylvania) e d'origini Italiane (nella fattispecie siciliane e genovesi). Aveva una sorella minore, Judith Arlene Solanas Martinez. Valerie racconta di come fu vittima di abusi sessuali da parte di suo padre per tutta l'infanzia. I genitori divorziarono negli anni quaranta, e a 15 anni Valerie iniziò a vivere per strada, ma terminò gli studi liceali e si iscrisse alla facoltà di psicologia dell'University of Maryland, College Park. Dopo la laurea in psicologia lavorò per un anno nell'Università del Minnesota, e nel 1953 nacque suo figlio David (adottato dalla famiglia Blackwell). Altri dettagli della sua vita dal 1953 al 1966 sono poco chiari: Valerie vagabondò per il paese sostenendosi con l'elemosina e prostituendosi.

### SCUM Manifesto
(Valerie Solanas, SCUM Manifesto; traduzione di Adriana Apa in Valerie Solanas, Manifesto per l'eliminazione dei maschi, Milano, ES, 1998, p. 11)
Nel 1967 Valerie Solanas pubblicò in proprio la prima edizione di SCUM Manifesto, dopo due anni di lavoro e di minuziosi controlli ortografici, che attacca in maniera feroce il patriarcato e la figura maschile. Valerie vendeva il manifesto per strada, solitamente vicino al Greenwich Village a New York, a 25 centesimi alle donne e a un dollaro agli uomini. La parola scum, che in inglese significa "scarto", "feccia", è utilizzata nel testo da Solanas per rappresentare lo stato delle donne in un sistema sociale definito dagli uomini e dalla loro morale. Dopo l'attentato a Andy Warhol, Solanas passò tre anni in carcere, durante i quali L'Olympia press, casa editrice fondata da Maurice Girodias, acquisì i diritti sul manifesto e ne pubblicò una versione alterata con il titolo di S.C.U.M (Society for Cutting Up Men), acronimo raramente utilizzato da Solanas e mai nominato nel libro, tanto che l'autrice negò l'autenticità del titolo e cercò in tutti i modi di rivendicare i diritti sull'opera. Dieci anni dopo la prima edizione, nel 1977, l'Olympia fallì e Valerie riacquisì il possesso del Manifesto, apportando modifiche e correzioni alla versione mutilata di Girodias. Una nuova versione, corretta e rivista dall'autrice stessa, fu pubblicata e tradotta in diversi paesi, ma non ricevette la stessa attenzione.

### New York e laFactory
Nei pressi del Greenwich Village newyorkese, il luogo in cui 2 anni dopo si sarebbe ritrovata a distribuire copie del manifesto, Valerie scrisse la sua opera teatrale Up Your Ass ("In culo a te"), che vede come protagonista Bongi Perez, una lesbica butch. L'unica copia dattilografata dell'atto, posseduta da Valerie, conteneva al suo interno scene considerate tabù, sconcertanti per l'epoca, e Solanas dovette pubblicizzare la sua opera da sola, sulla stampa alternativa e distribuendo volantini nel Chelsea Hotel, luogo in cui abitava prima di essere sfrattata.
Tra il 1965 e il 1968 Valerie frequentò la Factory di Andy Warhol, lo studio dell'artista e regista che ospitava attrici, donne e uomini facenti parte dei circoli d'arte. Sebbene la figura di Andy avesse punti in comune con quella della Solanas, le offese nei confronti di Valerie non mancavano: Paul Morrissey la definì "una patetica pezzente, deficiente mentale" e lo stesso Andy Warhol finì per chiamarla "lesbica schifosa" (disgusting dyke) come riportato nella sua biografia scritta da Victor Bockris.
Nonostante i rapporti altalenanti, Valerie Solanas consegnò ad Andy l'unica copia del dramma Up Your Ass, chiedendogli di poterla pubblicare e approvare, affinché quell'atto potesse diventare realtà. Dopo un'analisi del testo, Andy Warhol si offrì inizialmente di pubblicarlo, dicendo a Valerie che avrebbe dovuto lavorare come dattilografa alla Factory, ma cambiò idea, considerando l'opera così scabrosa da non poter essere rappresentata. Quando Valerie chiese che la copia le venisse restituita, lui ammise di averla persa, per evitare un'eventuale insistenza sulla pubblicazione. Solanas gli chiese dei soldi come risarcimento ma Warhol la ignorò e le offrì il ruolo di comparsa in I, A Man (1968-1969), in cui avrebbe dovuto interpretare una donna lesbica che rifiuta un uomo - pochi minuti di pellicola. In quel film lei e l'uomo del titolo (interpretato da Tom Baker) discutono in un corridoio sulla possibilità di andare nel suo appartamento. Solanas domina la conversazione improvvisando e conducendo lo sconcertato attore ad un dialogo costellato da oscenità nonsense come squishy asses ("culi appiccicatici"), men's tits ("tette d'uomini") e lesbian instinct ("istinto lesbico"). Warhol utilizzò varie frasi della stessa Solanas senza mai citarla in una serie di film da lui prodotti (in particolare Women in Revolt) malgrado lei gli avesse più volte intimato di non farlo.
Nel suo libro Popism: The Warhol Sixties, Warhol scrisse che prima che lei gli sparasse pensava che Valerie Solanas fosse interessante e divertente. Comunque, il suo assillarlo continuamente (ai limiti del pedinamento) rese difficile un qualunque tipo di rapporto e non fece altro che allontanarlo.

### Il tentato assassinio di Andy Warhol
Il 3 giugno 1968 Valerie Solanas attentò alla vita dell'artista Andy Warhol, del suo critico d'arte, e del suo curatore e compagno di allora Mario Amaya, nell'atrio dello studio dell'artista, denominato la Factory, sparando diversi colpi di pistola. Quando l'artista arrivò in compagnia degli altri due, Solanas sparò tre colpi di pistola a Warhol, e puntò contro gli altri due; colpì Mario Amaya, tentando anche di sparare al manager di Warhol, Fred Hughes, ma la sua pistola si inceppò. Fuggì subito dopo dalla scena del crimine. Amaya riportò solo ferite lievi e fu dimesso dall'ospedale il giorno stesso. Andy Warhol, invece, fu ferito gravemente e sopravvisse a malapena; i chirurghi dovettero aprirgli il petto e praticargli diversi massaggi cardiaci per riattivargli il cuore. Soffrì di postumi permanenti, e la vicenda ebbe un effetto profondo sulla vita e sull'arte dell'artista.
Quella sera Solanas si costituì alla polizia e fu arrestata per il tentato omicidio ed altri crimini. Solanas giustificò il fatto e si difese dalle accuse con l'ufficiale di polizia asserendo che Warhol aveva "troppo controllo" su di lei e che Warhol stava progettando di rubarle il lavoro. Giudicata colpevole, ricevette una sentenza che la condannava a tre anni. Warhol rifiutò di testimoniare negativamente contro di lei. L'attacco di Solanas ebbe un impatto profondo su Warhol e sulla sua arte, e l'ambiente della Factory divenne molto più controllato ed "ermetico". Per il resto della sua vita, Warhol visse temendo che Solanas l'attaccasse di nuovo. "Era la sagoma di Andy, non l'Andy che si potesse amare", disse l'amico e collaboratore Billy Name. "Fu tanto scosso da quell'evento che non gli si poteva mettere la mano sulla sua spalla senza che lui saltasse".
Mentre i suoi amici si mostravano attivamente ostili nei confronti di Solanas, Warhol stesso preferì non discuterne più. Una delle poche pronunce pubbliche a suo favore fu rilasciata dall'anarchico Ben Morea, di Up Against the Wall Motherfuckers / Black Mask. Le dichiarazioni furono poi ripubblicate più tardi come un'appendice nell'edizione della Olympia Press del manifesto SCUM. Valerie Solanas fu giudicata sofferente di schizofrenia paranoide al tempo del tentato omicidio a Warhol, e difatti fu portata prima al Bellevue Hospital Psychiatric per una valutazione psichiatrica e, successivamente alla dichiarazione di incapacità, al Ward Island Hospital. Lo psichiatra che la valutò concluse che la sua era stata una reazione schizofrenica di tipo paranoide con una marcata depressione e potenzialmente pericolosa..

### SCUM e Valerie Solanas nella cinematografia
A seguito di questi eventi, Warhol produsse un film, Women in Revolt del 1971, in cui inserì richiami satirici allo SCUM Manifesto: le vicende narrate ruotano attorno agli appartenenti ad un gruppo femminista chiamato provocatoriamente P.I.G. (acronimo di Politically Involved Girlies). Scum Manifesto è, inoltre, anche il titolo di un film del 1976 scritto dalla stessa Solanas e diretto da Carole Roussopoulos e Delphine Seyrig. Ho sparato a Andy Warhol (I Shot Andy Warhol) è un film del 1996 diretto da Mary Harron, biografia di Valerie Solanas. Nel film Solanas, appena arrestata e durante l'interrogatorio, motiva l'attentato a Warhol ai giornalisti e alla polizia con il voler far conoscere al grande pubblico proprio lo SCUM Manifesto. Il settimo episodio della settima stagione di American Horror Story è intitolato Valerie Solanas Died for Your Sins: Scumbag e riporta molte vicende legate alla vita di Solanas, in parte realmente accadute ed in parte romanzate.

### Fuori dalla prigione
La femminista Robin Morgan (più tardi editrice di Ms. magazine) manifestò per la scarcerazione di Solanas. Ti-Grace Atkinson, la presidente della sezione newyorkese della National Organization for Women (NOW), descrisse Solanas come "la più grande difensora dei diritti delle donne". L'avvocata femminista nera, componente della National Organization for Women, Florynce Kennedy, la definì "una delle più importanti portavoce del movimento femminista".
Dopo il suo rilascio dalla prigione nel 1971, continuò a perpetrare atti persecutori e stalking, sia di persona sia per telefono, a danno di Warhol, e fu arrestata di nuovo. In un'intervista sul Village Voice nel 1977, negò che avesse mai voluto che il Manifesto SCUM fosse preso seriamente. Valerie Solanas finì nell'oblio continuando a entrare e uscire dagli ospedali psichiatrici.

### La morte
Nel 1988, a 52 anni, Solanas morì di enfisema e polmonite al Bristol Hotel di San Francisco.

## Eredità
La figura di Valerie Solanas è controversa; se la stampa "mainstream" ha concordato pressoché all'unanimità sulla sua pazzia, il femminismo di "seconda ondata" ha dovuto fare i conti con questo personaggio scomodo, che ha prodotto uno dei testi più iconoclasti, incendiari e parodistici del femminismo stesso. Di fatto la sua figura è stata a lungo pressoché cancellata in quanto facilmente strumentalizzabile come stereotipo della "lesbica pazza", della femminista "che odia gli uomini". "Il nome di Valerie Solanas, ancora oggi, segna il limite di rispettabilità e ragionevolezza che il femminismo deve osservare per essere tollerato, e pertanto la lettura delle sue opere è tuttora un atto eversivo".

## Citazioni e omaggi
- Nel 1976 gli Area, gruppo di prog italiano fra i più attenti ai temi sociali e alternativi degli anni settanta, pubblicò l'album Maledetti. Uno dei brani ha come titolo SCUM e il testo, recitato da Demetrio Stratos, è il manifesto della Solanas: "In questa società, per bene che vi vada, la vita è una noia sconfinata..."
- Nel 1970 la musicista sperimentale statunitense Pauline Oliveros (1932-2016) compone To Valerie Solanas and Marilyn Monroe. In Recognition of their Desperation ("A Valerie Solanas e a Marilyn Monroe, come riconoscimento della loro disperazione").[27]
- Nel 1996 è uscito il film Ho sparato a Andy Warhol, basato sulla vita di Valerie Solanas, interpretata da Lili Taylor. Jared Harris interpreta Andy Warhol.
- Lou Reed, amico di Warhol, non ha mai perdonato Solanas per ciò che ha fatto e fece una canzone su di lei, I Believe, con John Cale per l'album commemorativo a Andy Warhol Songs for Drella, cantando I believe/I would've pulled the switch on her myself.
- Nell'album dei Matmos del 2006 The Rose Has Teeth in the Mouth of a Beast, una canzone si intitola Tract for Valerie Solanas ed estrae frammenti dello S.C.U.M. Manifesto[28].
- Sara Stridsberg ha scritto una biografia semi-romanzesca della vita di Valerie Solanas intitolata The Dream Faculty, per la quale nel 2007 ha ricevuto il Nordic Council's Literature Prize.
- La band new wave di Liverpool Big in Japan pubblicò una canzone intitolata S.C.U.M, la quale racconta di Andy Warhol che spara su di loro: "da X a Y e mai più" ("From X to Y and never again").
- Nell'episodio Viva Los Muertos! dei The Venture Bros. (un cartone americano per adulti) appare un personaggio di nome Val che cita direttamente il Manifesto SCUM durante tutto l'episodio.
- Nel 2017 Lena Dunham presta il volto a Valerie Solanas nel settimo episodio della serie televisiva American Horror Story: Cult. Evan Peters interpreta Andy Warhol.

## Opere
- SCUM Manifesto (1967) – pamphlet radicale in cui Solanas propone l'eliminazione del sesso maschile e la sovversione dell'ordine sociale patriarcale. Pubblicato inizialmente in proprio, è divenuto un testo cult del femminismo.
- A Young Girl's Primer on How to Attain the Leisure Class (1966) – racconto satirico pubblicato originariamente sulla rivista Cavalier, in cui si ironizza sulle dinamiche di classe e di genere nella società americana.

### Teatro
- Up Your Ass (1965) – commedia teatrale satirica e provocatoria, rifiutata da Andy Warhol e considerata perduta fino al suo ritrovamento nel 1999. È stata rappresentata per la prima volta nel 2000 e pubblicata successivamente.

### Cinema
- I, a Man (1967) – film di Andy Warhol in cui Solanas appare in un piccolo ruolo.
- Bike Boy (1967) – altro film di Warhol con una breve apparizione di Solanas.
- SCUM Manifesto (1976) – cortometraggio diretto da Delphine Seyrig e Carole Roussopoulos, basato sul Manifesto di Solanas.
- Garboface (2024) – Cortometraggio la cui sceneggiatura è in parte tratta dagli scritti di Solanas.